# Bill Pearl
Bill Pearl (31. října 1930 – 14. září 2022) byl americký kulturista během padesátých a šedesátých let. Vyhrál mnoho titulů a ocenění, včetně několikanásobných vítězství v soutěži Mr. Universe, později se stal trenérem.

## Životopis
Pearl se narodil v Prineville v Oregonu. Jeho první vítězství bylo v roce 1953 soutěži Mr. Universe (kde porazil vrstevníka Seana Conneryho). Aktivně se účastnil v kulturistice až do svého odchodu do důchodu v roce 1971 , během své kariéry porazil taková jména, jako byli Frank Zane, Reg Park a Sergio Oliva.